# Death of Me
Death of Me ist ein thailändisch-US-amerikanischer Horrorfilm von Darren Lynn Bousman aus dem Jahr 2020.

## Handlung
Ein junges Pärchen macht Urlaub in Thailand. Christine erwacht mit Erdspuren an ihrem Körper in ihrer Ferienunterkunft, welche vollkommen verwüstet ist, und weckt ihren am Boden liegenden Mann Neil. Weder Christine noch Neil können sich daran erinnern, was in der letzten Nacht geschehen ist. Die beiden drohen, die Fähre zu verpassen und in den im Fernsehen angekündigten Taifun zu geraten, werden jedoch auf dem Weg zur Fähre vom Taxifahrer aus dem Taxi geworfen. An der Fährstation angekommen müssen sie leider feststellen, dass ihre Ausweise sowie Christines Handy fehlen. Da sie ohne die Ausweise nicht die Insel verlassen dürfen, kehren sie zu ihrer Unterkunft zurück, um sich das von Neil aufgenommene Videomaterial von letzter Nacht anzusehen: Es zeigt, dass sie den Abend in einer Bar verbrachten, in der sie von der Kellnerin Madee ein paar Shots eingeschenkt bekommen haben, und dass Madee Christine für ihren Mut eine Kette geschenkt hat. Die beiden kehrten im Anschluss zu ihrer Unterkunft zurück, da sich Christine auf einmal unwohl fühlte. Im Garten ihrer Unterkunft vergewaltigte und erwürgte Neil daraufhin seine Frau, die er im Anschluss ebendort vergrub.
Christine ist verstört von dem, was sie auf dem Video gesehen hat, und flüchtet ins Badezimmer. Dort übergibt sie sich, jedoch erbricht sie Gras und Erde. Neil bricht die Tür ein und in diesem Moment trifft die Besitzerin des Airbnbs Samantha mit ihrer Tochter Nathida ein. Aufgrund Christines schlechtem Zustand vereinbart sie einen Termin mit dem lokalen Arzt. Dort finden Christine und Neil heraus, dass ihnen am Abend zuvor Nam Man Prai verabreicht wurde, ein spirituelles Getränk. Sie kehren zu einem Strandrestaurant zurück. Während Neil das dortige Festival mittels Video- und Fotoaufnahmen festhält, wird ihm das Handy geklaut. Kurz bevor Neil sich das Handy zurückholen kann, löscht der Dieb das mysteriöse Video des gestrigen Abends. In der Zwischenzeit verspürt Christine erneut Übelkeit und sucht die nächstgelegene Toilette auf.
Als Neil zum Strandrestaurant zurückkehrt, kann er Christine anfangs nirgends finden. Er findet sie schließlich in einer Seitenstraße benommen auf dem Boden liegend. Christine erzählt ihm, dass an ihr eine Art Ritual durchgeführt wurde, bei der die praktizierenden Frauen keine Augen hatten und ihr Mund zugenäht war.
Auf der Suche nach Antworten gelangen sie über ein Tattoostudio in ein abseits gelegenes Dorf im thailändischen Dschungel. Als sie dort ankommen, werden sie von den Einheimischen auf eine unheimliche Art angelächelt. Sie treffen die Kellnerin Madee wieder, die zuvor vor ihnen weggerannt ist. Diese nimmt die Kette mit dem Amulett jedoch nicht entgegen und händigt lediglich den Ausweis von Neil aus. Daraufhin verlassen sie das Dorf.
Da einer von Samanthas Nachbarn ein Boot besitzt, warten Neil und Christine am Steg des Airbnbs. Christine leiht sich das Handy ihres Mannes, da sie telefonieren möchte, und sucht nach Empfang. Dabei entdeckt sie ein Video auf dem Handy, welches ihren Mann zeigt, der am leeren Strand umherwandert und sich und seiner Frau einen qualvollen Tod prophezeit. Im gleichen Moment sieht sie, wie ihr Mann sich das Messer des Fischers leiht, sich damit den Bauch aufschlitzt und kurz darauf ins Meer stürzt. Christine wird daraufhin bewusstlos.
Als sie wieder aufwacht, ist die örtliche Polizei bereits eingetroffen und Christine schildert ihre Beobachtungen. Sie wird jedoch nicht ernst genommen, da zum Zeitpunkt des Verschwindens ihres Mannes Ebbe war und seine Leiche nicht gefunden wurde. Auf der Suche nach Antworten bittet Christine Samantha, sie zurück in das abgelegene Dorf zu bringen.
Christine erwacht auf der Couch in Samanthas Haus und weiß nicht, wie sie dort hingekommen ist. Als sie ins Bad geht und sich erneut unwohl fühlt, bringt Samantha sie erneut zum Arzt, wo sie herausfindet, dass sie schwanger ist. Der Monitor des Ultraschallgerätes zeigt jedoch eine reptilartige Kreatur in ihrem Bauch. Als der Arzt ihr eine Spritze geben möchte, flüchtet Christine.
Sie hat weiterhin keinen Handyempfang und sucht das Tattoostudio von Kanda auf. Kanda teilt ihr mit, dass Christine weder tot noch lebendig ist und mittels des Amuletts als spirituelle Karft existiert. Kandas kranker Sohn könne mittels des Amuletts geheilt werden, jedoch besteht Christine darauf, zuerst ihren Mann zu finden und von der Insel zu kommen. Des Weiteren erläutert Kanda ihr den Hintergrund des Festivals, bei dem schwangere Frauen ermordet und unter der Erde vergraben werden. Neil wurde ein bestimmter Trank verabreicht, der ihn dazu brachte, seine Ehefrau zu töten. Als es an dem Eingang des Tattoostudios läutet, geht Kanda nachsehen, während Christine sich versteckt. Es ist der Arzt, welcher auf Thailändisch ein Gespräch mit Kanda führt und ihr einen Trank verabreicht. Als Christine ihr Versteck verlässt, muss sie mit ansehen, wie Kanda sich ersticht.
Christine flieht aus dem Tattoostudio, jedoch schließen die anderen Inselbewohner ihre Türen, als sie diese um Hilfe bittet. Schließlich findet sie Samantha, welche ihr verspricht, sie zur Fähre zu bringen. Samantha schlägt jedoch einen anderen Weg ein, woraufhin Nathida sie darauf aufmerksam macht. Kurz darauf offenbart sie ihre Motive: Samantha möchte Christine opfern und zum Festival bringen, da nur der Glaube die Inselbewohner vor Unheil zu schützen scheint. Deshalb glaubt Samantha, dass sie von ihrem Krebsleiden geheilt ist und durch die Opferung Christines auch der Taifun an der Insel vorüberziehen wird, welcher zum aktuellen Zeitpunkt nur noch eine Stunde entfernt ist. Christine ist fassungslos von dem Unsinn, an den die Inselbewohner glauben. Da sich Samantha nicht von ihrem Plan abbringen lässt, erschießt Christine sie mit einem Revolver, den sie bei Kanda gefunden hat. Daraufhin fährt das Auto gegen einen Baum. Christine kann das Auto mit leichten Verletzungen verlassen, gerät jedoch kurz darauf in die Fänge der Inselbewohner.
Christine erwacht gefesselt an eine Säule umgeben von den Inselbewohnern, welche mit ihrem grausamen Ritual fortfahren möchten. Sie beginnen damit, Christine die Augen zuzunähen, sie kann sich losreißen und mit einem Boot von der Insel aufs Meer fliehen, während der Taifun über sie hereinbricht.
Am nächsten Morgen berichtet die Nachrichtensprecherin, dass der Taifun einen Großteil der Insel verschont hat, jedoch das Dorf vom Taifun zerstört wurde. Die Leichen der Dorfbewohner werden geborgen, ebenso wie die von Christine, welche auf dem Boot im Meer treibt. Als das Amulett in ihren Leichensack geworfen wird, erwacht sie durch die Magie des Amuletts wieder zum Leben.

## Produktion

### Drehorte
Die Dreharbeiten fanden in der thailändischen Provinz Krabi statt.

### Synchronisation
Die deutschsprachige Synchronisation entstand unter der Dialogregie von Wolf Wolff und nach einem Synchronbuch von Daniella Boyd im Auftrag der Legendary Units GmbH.
| Rolle               | Darsteller               | Synchronsprecher     |
| ------------------- | ------------------------ | -------------------- |
| Capt. Kriang Krai   | Tanapath Singamrath      | Benjamin Plath       |
| Christine           | Maggie Q                 | Sandrine Mittelstädt |
| Dr. Anuman          | Chatchawai Kamonsakpitak | Hubert Burczek       |
| Fähr-Angestellte    | Piyanit Ambavat          | Caroline Klütsch     |
| Kanda               | Kelly B. Jones           | Uta Kargel           |
| Koch                | Olivier Paul Varry       | Stefan Bergel        |
| Krankenschwester    | Jidapa Suwat-Ekkul       | Isabelle Feldwisch   |
| Madee               | Kat Ingkarat             | Simone Jaeger        |
| Nachrichtensprecher | Michael S. New           | Nico Selbach         |
| Nathida             | Caledonia Burr           | Mathilde Vogel       |
| Neil                | Luke Hemsworth           | Heinrich Bennke      |
| Samantha            | Alexandra Essoe          | Karoline Vogel       |
| Tätowierter         | Panapat Chankasemmima    | Stefan Bergel        |
| Radiostimme         | Santiphap Tubnguen       | Christian Wunderlich |

## Rezeption
Der Film erhielt überwiegend negative bis ausgeglichene Kritiken und erzielte bei IMDb eine durchschnittliche Bewertung von 4,4 der möglichen 10 Punkte. Auf Rotten Tomatoes konnte der Film bisher 32 Prozent der Kritiker überzeugen. Das Lexikon des internationalen Films urteilt: „Hanebüchener Horrorfilm mit unangenehm brutalen und sexistischen Szenen, die den löchrigen Plot aufwerten sollen, das Interesse aber nur schneller erlahmen lassen.“